# Formule Dé
Formule Dé (ou Formula Dé puis Formula D) est un jeu de société simulant une course de Formule 1. Créé par Éric Randall et Laurent Lavaur et initialement publié par Ludodélire en 1991, son édition a été reprise par Eurogames/Descartes en 1996 à la suite de la disparition de Ludodélire. Après le dépôt de bilan de la société de jeu Descartes en 2004, c’est Asmodée qui reprend la commercialisation de la gamme des produits Formule Dé.
En 2008, Asmodee réalise ainsi une nouvelle édition du jeu sous le nom de Formula D, plus international. Le jeu s'ouvre aux courses urbaines et les extensions sont partagées entre cette nouveauté et l'édition de nouveaux circuits du calendrier de F1 comme Valence, Singapour ou Buddh. Des circuits américains d'endurance (Sebring) et d'IndyCar (Baltimore) sont également à l'honneur. Le jeu est rapidement primé meilleur jeu familial et meilleure réédition par Dice Tower.
Il existe par ailleurs une Fédération Française de Formule Dé qui a vocation à planifier des rencontres entre les joueurs et à servir d'apport en information. Depuis 1999, l'association organise annuellement des Masters, les derniers se déroulant à Lieusaint.

## Objectifs
Formule Dé est un jeu de gestion de ressources et de gestion de chance, sur le thème de la Formule 1. Les plateaux mesurent approximativement 100 x 70 cm et contiennent des circuits à cases, pour véhicules de taille 1:220 (Échelle Z), d'environ 1,6 cm. Chaque circuit comprend des conditions météo et un espace consacré aux stands.
Outre le plateau recto-verso, la boîte contient six dés spéciaux de vitesses et un dé de chance, dix véhicules en plastique, dix tableaux de bord et des marqueurs de débris.
L'objectif du jeu est de passer la ligne d'arrivée dans la meilleure position possible, peu importe l'état de la voiture. En configuration championnat, chaque voiture marque des points à l'arrivée des grands prix. Le vainqueur est celui qui marque le plus grand total de points sur la saison.
Une partie se joue, selon les règles, avec deux à dix joueurs, mais des adaptations demeurent possibles.

## Préparation
Chaque joueur se voit attribuer un tableau de bord par monoplace. Il devra y recenser les dégâts subis par les différentes parties des systèmes équipant sa monoplace. Si un des systèmes des monoplaces est trop endommagé, la voiture est éliminée de la course et a alors perdu la partie.

## Résumé des règles du jeu
Principes de base
Les voitures sont jouées dans l'ordre de la piste. Si une voiture en double une autre, elle jouera avant celui-ci au tour suivant. À son tour, chacun doit choisir en quelle vitesse il joue son coup. Sans incidence sur l'état du véhicule, la vitesse choisie peut être, soit égale à celle du coup précédent, soit plus haute ou plus basse d'un cran. Il est par ailleurs possible de rétrograder de deux à quatre vitesses, mais cela cause des dommages aux différents systèmes de la voiture, en fonction du nombre de vitesses sautées. Il est impossible de monter plusieurs vitesses d'un coup.
Le joueur doit ensuite lancer le dé coloré qui convient à sa vitesse, puis avancer sa voiture du nombre de cases dévoilé par le dé. Ces dés de couleur ne sont pas nécessairement numérotés à partir de 1, ni équiprobables. Ainsi le D8 rouge de troisième vitesse est numéroté de 4 à 8, avec plus de chances de réaliser un 8 qu'un 4. Quelques circuits permettent de passer le très contributeur dé bleu de sixième vitesse, permettant une progression de vingt-et-une à trente cases.
Le déplacement en ligne droite n'est limité que par une seule règle : il est interdit de zigzaguer. Une voiture ou un débris peuvent être évités, sans pour autant enfreindre la règle précédente. 
Le point crucial réside dans les virages, zones fléchées et encadrées de vibreurs colorés, portant un nom et illustrés d'un drapeau ou d'un marqueur. Le plus gros chiffre affiché sur ce marqueur indique le nombre de déplacements qui doivent être achevés dans la zone virage. Si le joueur ne parvient pas à effectuer le nombre d'arrêts demandés, il dépense des ressources en pneus et en freins. Ce dépassement peut conduire au tête à queue, voire à l'abandon. Les déplacements dans les virages sont limités par des flèches qui ne donnent pas accès à toutes les cases.
Le dé noir
Le septième dé, le dé noir, sert à arbitrer les coups du sort. Dans certaines situations de course, il est requis de tester sa carrosserie, son moteur ou sa suspension. Un lancer de dé décidera alors de l'éventuelle perte d'un point de ressource. Lors de courses de plusieurs tours, ces ressources peuvent être récupérées au moyen d'arrêts aux stands.
Le dé noir influe également sur la qualité du départ et de l'arrêt aux stands. Dans les règles avancées, il a aussi vocation à faire varier les conditions météorologiques de la course.
Aspiration
Dans les règles avancées, se placer immédiatement derrière une voiture peut permettre de prendre son aspiration. La voiture à dépasser doit rouler au moins en quatrième, mais dans une vitesse inférieure ou égale à celle qui dépasse. Dans ce cas, la voiture qui aspire effectue un déplacement supplémentaire de trois cases. L'aspiration est possible dans un virage mais doit respecter le fléchage. L'aspiration peut également permettre d'entrer dans un virage, mais la manœuvre coûtera un point de frein.

## Stratégie
Comme il est interdit de se déplacer de moins de cases que le score du dé, la clé du jeu est de bien minuter les changements de vitesse afin de se présenter sans danger dans les zones imparties. Se présenter trop vite et trop près d'un virage sans parvenir à y entrer occasionnera certainement l'utilisation de la ressource boîte de vitesses. Pour les débutants, il conviendra d'essayer de se placer à quatre, sept, onze ou vingt-et-une cases de l'entrée des virages, pour s'assurer d'entrer dans le virage. Ces quatre valeurs correspondent respectivement au minimum des dés de troisième, quatrième, cinquième et sixième vitesse. Au fur et à mesure de l'expertise, les coups se planifient en vue de diminuer au maximum le facteur chance.
Le nombre de points de ressources n'intervient pas au moment du décompte final. Seul l'ordre d'arrivée importe. Plusieurs tactiques sont donc possibles.

## Évolution des règles depuis 1991
Hormis la version de courses urbaines, Asmodée est resté assez fidèle aux règles du jeu initiales,, apportant quelques ajustements mineurs. Par ailleurs, le jeu s'ouvre aisément aux règles additionnelles "maison",. Le magazine spécialisé Casus Belli a également publié des propositions de règles additionnelles dans ses numéros 65 et 71.

## Circuits
Chaque boîte de base comprend deux circuits dont Monaco. Il existe par ailleurs diverses extensions, toutes compatibles avec les jeux de base des trois éditeurs. 
| Éditeur | Boîte                                                               | Circuit |         |
| --- | ------------------------------------------------------------------- | --- | ------- |
| EuroGames Descartes                                                                                        | Jeu de base                                                         | Circuit № 1 – MONACO Speelbord № 2 – NEDERLAND - Zandvoort № 1                                                                                      |         |
| EuroGames Descartes                                                                                        | FD1                                                                 | Speelbord № 3 – NEDERLAND - Zandvoort № 2 Circuit № 4 – BELGIQUE - Spa - Francorchamps                                                              |         |
| EuroGames Descartes                                                                                        | FD2                                                                 | Circuit № 5 – SOUTH AFRICA - Kyalami Circuit Circuito № 6 – SAN MARINO - Autodromo Enzo & Dino Ferrari                                              |         |
| EuroGames Descartes                                                                                        | FD3                                                                 | Circuit № 7 – FRANCE - Nevers Magny-Cours Circuito № 8 – ITALIA - Autodromo Nazionale di Monza                                                      |         |
| EuroGames Descartes                                                                                        | FD4                                                                 | Circuito № 9 – PORTUGAL - Estoril Circuito № 10 – BRASIL - Interlagos                                                                               |         |
| EuroGames Descartes                                                                                        | FD5                                                                 | Circuit № 11 – WATKINS GLEN - New York Circuit № 12 – SILVERSTONE - England                                                                         |         |
| EuroGames Descartes                                                                                        | FD6                                                                 | Circuit № 13 – MONTREAL - Canada track № 14 – LONG BEACH - California                                                                               |         |
| EuroGames Descartes                                                                                        | FD7                                                                 | Spielfeld № 15 – HOCKENHEIM - Germany Rennstrecke № 16 – ZELTWEG - Austria                                                                          |         |
| EuroGames Descartes                                                                                        | FD8                                                                 | Circuito № 17 – BUENOS-AIRES - Argentina Circuito № 18 – BARCELONA - España                                                                         |         |
| EuroGames Descartes                                                                                        | FD9                                                                 | サーキット 19 – SUZUKA - Japan Circuit № 20 – MELBOURNE - Australia                                                                                 |         |
| EuroGames Descartes                                                                                        | FD10                                                                | Versenypàlya № 21 – BUDAPEST - Hungary Spielfeld № 22 – NÜRBURGRING - Germany                                                                       |         |
| EuroGames Descartes                                                                                        | FD11                                                                | Circuit № 23 – MONTEREY - California Circuit № 24 – PORTLAND - Oregon Circuit № 25 – ELKHART-LAKE - Wisconsin Circuit № 26 – INDIANAPOLIS - Indiana |         |
| EuroGames Descartes                                                                                        | FD12                                                                | Circuit № 27 – DETROIT - Michigan Circuit № 28 – LEXINGTON - Ohio Circuit № 29 – ATLANTA - Georgia Circuit № 30 – DAYTONA BEACH - Florida           |         |
| EuroGames Descartes                                                                                        | FD13                                                                | Circuit № 31 – ZHUHAI - China Circuit № 32 – SEPANG - Malaysia                                                                                      |         |
| EuroGames Descartes                                                                                        | FD14                                                                | Circuit Anniversaire – 10 ANS – № 33 Circuit fictif avec un thème de fond destiné à la création de circuits.                                        |         |
| EuroGames Descartes                                                                                        | FD15                                                                | Circuit № 34 – SAKHIR - Bahrain Circuit № 35 – SHANGHAI - China                                                                                     |         |
| EuroGames Descartes                                                                                        | FD Mini                                                             | Circuit № A – “ISLANDS” Circuit № B – “CANYON” |         |
| Éditeur | Circuit (Version originale)                                         | Circuit (Version originale) |         |
| Ludodélire                                                                                                 | Plateau № 1 – Grand Prix de MONACO                                  | Plateau № 1 – Grand Prix de MONACO |         |
| Ludodélire                                                                                                 | Plateau № 2 – Grand Prix de FRANCE – Circuit de Nevers Magny-Cours  | Plateau № 2 – Grand Prix de FRANCE – Circuit de Nevers Magny-Cours                                                                                  |         |
| Ludodélire                                                                                                 | Circuito № 3 – Gran Premio D’ITALIA – Autodromo Nazionale di Monza  | Circuito № 3 – Gran Premio D’ITALIA – Autodromo Nazionale di Monza                                                                                  |         |
| Ludodélire                                                                                                 | Spielfeld Nr.4 – Große Preis von DEUTSCHLAND – Hockenheim Runde     | Spielfeld Nr.4 – Große Preis von DEUTSCHLAND – Hockenheim Runde                                                                                     |         |
| Ludodélire                                                                                                 | Circuit № 5 – Grand Prix de BELGIQUE – Circuit de Spa-Francorchamps | Circuit № 5 – Grand Prix de BELGIQUE – Circuit de Spa-Francorchamps                                                                                 |         |
| Ludodélire                                                                                                 | Circuito № 6 – PORTUGAL – Estoril                                   | Circuito № 6 – PORTUGAL – Estoril |         |
| Ludodélire                                                                                                 | Circuit № 7 – BRITISH Grand Prix – Silverstone Circuit              | Circuit № 7 – BRITISH Grand Prix – Silverstone Circuit                                                                                              |         |
| Ludodélire                                                                                                 | Circuito № 8 – Gran Premio de ESPAÑA – Circuit de Catalunya         | Circuito № 8 – Gran Premio de ESPAÑA – Circuit de Catalunya                                                                                         |         |
| Ludodélire                                                                                                 | Circuit № 9 – CANADA – Gilles Villeneuve                            | Circuit № 9 – CANADA – Gilles Villeneuve |         |
| Ludodélire                                                                                                 | Circuito № 10 – Grande Premio de BRASIL – Circuito do Interlagos    | Circuito № 10 – Grande Premio de BRASIL – Circuito do Interlagos                                                                                    |         |
| Ludodélire                                                                                                 | Circuito № 11 – JAPAN – Suzuka                                      | Circuito № 11 – JAPAN – Suzuka |         |
| Ludodélire                                                                                                 | Circuit № 12 – SOUTH of AFRICA – Kyalami Circuit                    | Circuit № 12 – SOUTH of AFRICA – Kyalami Circuit |         |
| Ludodélire                                                                                                 | Circuito № 13 – SAN MARINO – Imola                                  | Circuito № 13 – SAN MARINO – Imola |         |
| Ludodélire                                                                                                 | World Championship – Circuit Inédit (en) – Grand Prix du MEXIQUE¹   | World Championship – Circuit Inédit (en) – Grand Prix du MEXIQUE¹                                                                                   |         |
| ASPIFD² | Kit de championnat avec 10 (ou 11) circuits                         | Kit de championnat avec 10 (ou 11) circuits |         |
| ¹ Seul circuit Ludodélire non réédité par EuroGames/Descartes ² Tournoi par groupe approuvé par Ludodélire |                                                                     | |         |
| Éditeur | Jeu                                                                 | Circuit | Circuit |
| Asmodée | Boîte de base                                                       | MONACO RACE CITY - Circuit urbain fictif |         |
| Asmodée | Extension 1                                                         | SEBRING - États-Unis CHICAGO - États-Unis (fictif)                                                                                                  |         |
| Asmodée | Extension 2                                                         | HOCKENHEIM - Allemagne VALENCE - Espagne/Europe |         |
| Asmodée | Extension 3                                                         | SINGAPOUR - Singapour DOCKS - Circuit portuaire fictif                                                                                              |         |
| Asmodée | Extension 4                                                         | BUDDH - Inde BALTIMORE - États-Unis |         |
| Asmodée | Extension 5                                                         | SOTCHI - Russie NEW JERSEY - États-Unis |         |
| Asmodée | Extension 6                                                         | AUSTIN - États-Unis NEVADA Ride - Circuit terrestre fictif                                                                                          |         |

## Formule Dé Mini
Formule Dé Mini est une version simplifiée du jeu original, qui réduit les statistiques des voitures à un mélange de “points de vie”, contrairement aux six ressources utilisées dans le jeu original. Les deux circuits présents dans la boîte, imaginaires, sont plus courts que ceux de la version originale, mais restent compatibles avec les jeux de base. Le jeu ne contient pas de dé bleu de sixième vitesse, compte tenu d'un écart plus faible entre deux virages.
Aucune extension n'a jamais été produite.